# 比爾·塞奇
比爾·塞奇（Bill Sage，1962年4月3日—）是美國的一位演員。他畢業於紐約州立大學帕齊斯校。他和導演哈爾·哈特利長期有合作關係。

## 外部連結
- 比爾·塞奇在互联网电影资料库（IMDb）上的資料（英文）